# Министерство государственного управления, реформы и по делам церкви (Норвегия)
Министерство государственного управления, реформы и по делам церкви (Норвегия) является норвежским министерством, создано в 2006 году. Министерство отвечает за реформу, информационные технологии, политику в области конкуренции, в дополнение к основной ответственности для государственных служащих и государственных организаций. Министерство отчитывается перед законодательной властью, Стортингом.

## Отделы
- Информационный отдел
- Департамент работодательской политики
- Департамент по конкурентной политике
- Департамент государственных услуг
- Отдел экономики и экономического анализа

### Дочерние органы
- Норвежская инспекция данных
- Управление госуслуг
- Норвежское управление по вопросам конкуренции
- Норвежский общественный фонд пенсионный службы